# Theatre Royal, Bridgetown
Theatre Royal var en teater i Bridgetown på Barbados, verksam mellan 1812 och 1844 (från 1833 i en ny byggnad). Det var den första permanenta teatern på Barbados. 
Redan på 1730-talet nämns hur teaterpjäser uppsattes av amatörteaterällskap på Barbados, och senare under 1700-talet besöktes kolonin även av turnerande professionella teatersällskap. Dessa uppträdde dock tillfälligt och i tillfälliga lokaler. År 1808 nämns att ett teatersällskap hade öppnat en teater, senare kallad Temple Theatre, i Bridgetown. Denna hade så stor framgång under säsongen 1809-1810, att dess direktion fattade beslut att samla ihop pengar och grunda en permanent teater. Grundstenen lades i en offentlig ceremoni 4 juni 1810. 
Teaterbyggnaden uppfördes vid hörnet av James Street och Coleridge Street i Bridgetown. Den öppnade 1 januari 1812. teatern hade regelbundet verksamhet till 1819.   Orkanen i augusti 1831 förstörde byggnaden, som slutligen revs och såldes i mars 1833.9 Teatern återuppfördes dock på Temple Yard nära St. Mary’s Church 1833, där den återinvigdes och sedan var öppen fram till 1844: den såldes i september 1844. 
Utöver Theatre Royal fanns endast amatörteatersällskap verksamma på Barbados, så som St. Ann’s Garrison Amateur Theatre (1818-1905)  och Lyceum Amateur Theatre (1828-1830). Sedan Theatre Royal stängts 1844 öppnade ingen ny professionell teater förrän med Albert Hall (1874-1892) och Wilhelmina Hall (även kallad London Electric Theatre och Olympic Theatre, 1894-1912).